# Голобок (герб)
Голобок (пол. Hołobok, Hołobog, Gołobok, Medium Ołobok, Salmonis, Salmo) — польский дворянский герб.

## Описание и легенда
В красном поле половина рыбы лосося головою вверх. Та же фигура выходит в нашлемнике между двумя трубами.
Начало этого герба относится к 1109 г., времени войны короля Болеслава с поморянами, и дан воину Ратольду, предсказавшему победу по меткому поражению, нанесенному им в воде лососю. Герб Голобок (употребляют: Липницкие) внесен в Часть 2 Гербовника дворянских родов Царства Польского, стр. 132.

## Герб используют
Липницкие, в прежнем Брестском Воеводстве оседлые. Лука из-Липник Липницкий, в 1729 году, продал имение своё Мотыкалы Брестскому Городничему Флориану Грабовскому за 20,500 злотых.
Голобок изм.Barcicki, Bierult, Birula (Białynicki-Birula), Borecki, Branicki, Ceber, Cebrowski, Cedrowski, Cekowski, Czekowski, Czesach, Czesaw, Dąbrowski, Droźwiński, Głowczewski, Głowniewski, Główczewski, Grabownicki, Herejko, Hołdakowski, Hołobok, Jałowicki, Jelowski, Jełowicki, Kłopotek, Latyczyński, Lipnicki, Lipniewicz, Lipski, Łuszczyc, Mrozik, Mrozyk, Nieczwojewski, Niezwojewski, Niezwojowski, Niklowicz, Nikłowski, Olkowski, Osielski, Piktanowicz, Ratuld, Ratułt, Studzieński, Studziński, Tarło, Unisławski, Wirkowski, Zawisza, Zrudzki